# Megaton Shotblast!
¡Megaton Shotblast! è il primo album in studio del gruppo musicale statunitense De Facto, pubblicato nel 2001.

## Tracce
1. Manual Dexterity – 2:21
2. Cordova (Live) – 10:17
3. El Professor Contra De Facto – 4:59
4. Fingertrap – 3:13
5. Descarga De Facto (Live) – 8:18
6. Mitchel Edwards Klik Enters A Dreamlike State... And It's Fucking Scandalous – 4:27
7. Thick Vinyl Plate (Live) – 6:49
8. Coaxial – 7:15
9. Simian Cobblestone – 4:23
10. Rodche Defects – 3:57

## Formazione
- Omar Rodríguez-López - basso
- Cedric Bixler-Zavala - batteria
- Isaiah Ikey Owens - tastiera
- Jeremy Michael Ward - melodica, effetti
- Alberto "El Professor" Aragonez - percussioni (3, 10)
- Ralph Dominique Jasso - tastiera (3)
- Eric Salas - percussioni (3)
- David Lopez - tromba (4, 10)
- Gabe Gonzalez - piano (9)
- Ángel Marcelo Rodríguez-Cheverez - voce (10)